# Полянский, Леонид Петрович
Леонид Петрович Полянский  (24 октября 1975, Жмеринка — 20 февраля 2014, Киев) — активист Евромайдана. Железнодорожник. Ранен снайпером в грудь утром 20 февраля 2014 года на ул. Институтской. Общественным признанием принадлежит к Небесной Сотне. Один из двух жителей Жмеринки, погибших на Евромайдане. Римокатолик. Герой Украины (2014, посмертно).

## Биография
Работал железнодорожником в Жмеринке, последние годы жил и работал в Киеве.

### На Майдане
Принимал активное участие с начала акций протеста на Майдане Независимости. Стал членом Самообороны Майдана.
Погиб в результате огнестрельного ранения в грудь. Тело обнаружили в морге на Оранжерейной. Похороны состоялись в Жмеринке. Похоронен на местном римско-католическом кладбище.

## Память
Похоронен на Римско-католическом кладбище в Жмеринке.

### Награды
- Звание Герой Украины с вручением ордена «Золотая Звезда» (21 ноября 2014, посмертно) — за гражданское мужество, патриотизм, героическое отстаивание конституционных принципов демократии, прав и свобод человека, самоотверженное служение Украинскому народу, обнаруженные во время Революции достоинства[1]
- Медаль «За жертвенность и любовь к Украине» (УПЦ КП, июнь 2015) (посмертно)[2]